# Connor Hallisey
Connor Hallisey (* 9. Februar 1993 in Granite Bay) ist ein US-amerikanischer Fußballspieler, der meist als Mittelfeldspieler eingesetzt wird.

## Karriere

### Jugend und Amateurfußball
Hallisey spielte während seiner Zeit an der University of California für das Collegeteam seiner Universität, die California Golden Bears. In 72 Spielen erzielte er zwölf Tore und bereitete 19 weitere vor.

### Vereinskarriere
Hallisey wurde als zehnter Pick in der ersten Runde des MLS SuperDraft 2015 von Sporting Kansas City gewählt. Nachdem er dort einen Profivertrag erhalten hatte, absolvierte er am 25. April 2015 sein Pflichtspieldebüt beim 4:4-Unentschieden gegen Houston Dynamo.